# Gail Shaffer
Gail S. Shaffer (* 1. August 1948 in North Blenheim, New York) ist eine US-amerikanische Politikerin (Demokratische Partei).

## Werdegang
Über die Jugendjahre von Gail S. Shaffer ist nichts bekannt. In den 1970er Jahren arbeitete sie für einen Verlag, bevor sie eine öffentliche Laufbahn einschlug. Sie war zwei Jahre lang als Town Supervisor tätig. Danach bekleidete sie den Posten als Executive Director im staatlichen Rural Affairs Council. Den Vorsitz hatte damals der Vizegouverneur Mario Cuomo.
Sie saß 1981 und 1982 in der New York State Assembly. Im November 1982 wurde sie wiedergewählt, allerdings trat sie ihren Sitz in der 185. New York State Legislature nicht an. Stattdessen wurde sie durch den mittlerweile zum Gouverneur gewählten Mario Cuomo zum Secretary of State von New York ernannt. Am 1. Januar 1983 trat sie ihren Posten an.
Shaffer bekleidete den Posten als Secretary of State während der drei Amtszeiten von Cuomo als Gouverneur von New York bis zum 4. Januar 1995. Ihr Nachfolger wurde der Republikaner Alexander Treadwell. 1986 wurde Shaffer als möglicher Running Mate von Cuomo für den Posten als Vizegouverneur von New York erachtet. 2004 nahm sie als Delegierte an der Democratic National Convention in Boston (Massachusetts) teil.